# え?あぁ、そう。
「え?あぁ、そう。」は、音声合成ソフト・初音ミク歌唱のVOCALOID楽曲。2010年3月22日、日本のボカロP・Papiyon（蝶々P）によって発表された。同氏の代表曲としても知られる。

## 概要
2010年3月22日、papiyon名義でニコニコ動画に投稿された。曲自体はキャッチーである一方で、曲調や歌詞が描き出している「セクシーで少しアブナイ世界観」などが話題になり、投稿直後から再生回数が伸びたとされている。また、ニコニコ動画上では「歌ってみた」動画での人気曲となっており、天月、+α/あるふぁきゅん。や、歌ってみたカテゴリで過去最高の1位を記録したみーちゃん・しゃむおんなどの歌い手が歌っている。歌手のluzのライブではお馴染みの曲として定着している。この曲は蝶々Pの人気に火をつけた楽曲とされ、ダブルミリオン達成曲ともなっている。
10周年を記念した10th Anniversary Editionが、2020年3月22日にニコニコ動画上で、翌日の3月23日にYouTube上で投稿された。メモリアルブック『初音ミク 10th Anniversary Book』では、他の殿堂入り曲とともに「思い出のミク曲39選」として紹介されている。

## 収録

### シングル
- 『え?あぁ、そう。』（2010年11月3日、ヤマイ（KANAN）・蛇足×蓮・エルシ）[2]

### アルバム
- VOCALOID公認アルバム『VOCALOID LABORATORY』（2011年7月27日、霧島若歌の歌唱）[9]
- みちゃおん『MEET YOUR ONLY WORLD』（2013年7月3日）[10]
- Geroのファーストアルバム『one』（2013年7月24日、「初回限定盤Ｂ 特典CD」内）[11]
- コンピ『ACTORS - Deluxe Duet Edition -』（2015年3月4日、士狼×竜之介（CV: 小野賢章、柿原徹也）の歌唱）[12]
- 『MAYU LOVES -First-』（2015年5月13日）[13]
- luzのセカンドアルバム『Labyrinth』（2015年10月7日、編曲: 岸利至）[14]
- KANAKOのアルバム『heart breathe』（2016年7月20日、CDの1曲目とDVDの1曲目に使用）[15]
- 宮下遊『紡ぎの樹』（2016年8月3日）[16]
- 『EXIT TUNES PRESENTS Vocalohistory feat.初音ミク』（2017年3月15日）[17]

### DVD
- V.A.のライブ『Koharu Sakurai Presents EXIT TUNES ACADEMY-11th ANNIVERSARY SPECIAL- @20130407さいたまスーパーアリーナ』（2013年12月18日、蝶々P feat.みーちゃん・しゃむおんの形で収録）[18]

### 書籍
- メモリアルブック『初音ミク 10th Anniversary Book』（2017年8月31日）[8]

### ゲーム
- 『初音ミク -Project DIVA- f』[19][20]
- 『初音ミク Project DIVA MEGA39’s』[21]
- 『グルーヴコースター2 ヘヴンリーフェスティバル』[22]
- 『初音ミク Project DIVA Future Tone』[23]

## ライブ・イベント
- イベント「ニコニコ大会議2010-11全国ツアー ～ありがとう100万人～」（2010年12月15日、みーちゃんの歌唱）[24]
- イベント「初音ミク ライブ パーティー 2011 -39's LIVE IN TOKYO」（2011年3月9日）[25]
- イベント「歌会360°LIVE」（2011年7月30日、蛇足の歌唱）[26]
- 初音ミク ライブパーティー 2011「ミクパ」（2011年8月16日、札幌公演）[27]
- イベント「ミクの日大感謝祭」（2012年3月8日、「初音ミクライブパーティー2012 ひる」内）[28]
- イベント「ニコニコ超会議」（2012年4月28日、蛇足・【蓮】・王族BANDの歌唱と、仮面ライアー217・れいちぇるのバックダンス）[29]
- イベント「LIVE PLUS+EXTRA ～EXIT TUNES ACADEMY 2014 in 調布～」（2014年11月16日、灯油・蝶々Pの歌唱）[30]
- りょーくんの卒業公演「LAST LIVE TOUR 2015 -Re:set-」（2015年4月12日）[31]
- ライブイベント「EXIT TUNES ACADEMY 日本武道館 2015」（2015年8月20日、灯油・蝶々Pの歌唱）[32]
- ライブ「luz 1st TOUR -GENESIS- MEMBERS ONLY」（2016年7月2日）[33]
- ライブ「Be All One」（2017年1月25日）[7]
- まふまふ主催のライブ「ひきこもりたちでもフェスがしたい!」（2017年5月7日、XYZのluzとun:cの歌唱）[34]
- luzのツアー最終公演「luz 2nd TOUR -Reflexion-」（2017年7月23日、Labyrinth ver.での歌唱）[35]
- luzの最終公演「luz 4th TOUR -FANATIC-」（2019年8月1日、Labyrinth ver.での歌唱）[36]

## 評価
- 2010年11月2日付のオリコンデイリーランキングで25位を獲得し、チャートインした[2]。
- 2011年の「JOYSOUND×UGA 2011年 年間ランキング」では、VOCALOID系ランキングの4位にランクインしている[37]。
- 2015年にDAMが実施した調査「いまどきのボカロカラオケリクエストランキング」では、48位にランクインしている[38]。